# IC 4040
IC 4040 — галактика типу SBcd () у сузір'ї Волосся Вероніки.
Цей об'єкт міститься в оригінальній редакції індексного каталогу.